# Рибновска чета
Рибновска четата е горянска контрареволюциoнна чета, бореща се срещу установилата се комунистическа власт в България, и в частност в Пиринска Македония, след Деветосептемврийския преврат.

## История
Четата просъществува 10 години. Създадена е в неврокопското село Рибново и в нея влизат и мюсюлмани, и християни. Тя укрива и убийците на комуниста Анещи Узунов в 1944 година. За разгрома на горянската група Държавна сигурност създава агентурната разработка „Хищник“. Вербуван е бивш полицай, личен познат и колега на лидера на четата Борислав Пенкин. Държавна сигурност прави опит за залавяне на четата, но постига само убийството на Пенкин, а останалите горяни се спасяват. Следващ лидер на четата е бившият жандармерист Джамал Янузов-Ляшника от Рибново. Въпреки всички опити на Държавна сигурност да я унищожи, четата остава неразкрита и в крайна сметка се разпръсва без горяните да бъдат заловени.